# Hi! PARIS
Hi! PARIS là một tổ chức có trụ sở tại Paris nhằm thúc đẩy giáo dục, nghiên cứu và đổi mới trong lĩnh vực trí tuệ nhân tạo (AI) và phân tích dữ liệu. Công việc của Hi! PARIS bao gồm nghiên cứu về an toàn AI kỹ thuật và đạo đức AI, vận động và hỗ trợ để phát triển lĩnh vực nghiên cứu an toàn AI.
Nó đã được tạo ra vào năm 2020 bởi HEC Paris và Institut polytechnique de Paris. Vào tháng 7 năm 2021, Inria đã trở thành đối tác.

## Nghiên cứu
Trung tâm chủ yếu tập trung vào hai chủ đề: AI & Dữ liệu cho doanh nghiệp và AI & Dữ liệu cho xã hội. Các công ty như Schneider Electric hỗ trợ các hoạt động nghiên cứu.

## Các hoạt động
Ngoài các hoạt động nghiên cứu, trung tâm còn tổ chức một trường học hè và một cuộc thi hackathon.